# Двудольный граф

Двудольный граф

Двудо́льный граф или бигра́ф в теории графов — это граф, вершины которого можно разбить на две части так, что каждое ребро соединяет вершину из одной части с вершиной другой части. То есть, между вершинами одной и той же части рёбра отсутствуют.

## Определение

Полный двудольный граф

Граф {\displaystyle G=(W,E)} называется двудольным, если множество его вершин можно разбить на две части {\displaystyle U\cup V=W} так, что:
- ни одна вершина в {\displaystyle U} не соединена с вершинами в {\displaystyle U};
- ни одна вершина в {\displaystyle V} не соединена с вершинами в {\displaystyle V}.

В этом случае, подмножества вершин {\displaystyle U} и {\displaystyle V} называются долями двудольного графа {\displaystyle G}.

### Связанные определения
Двудольный граф называется полным двудольным (это понятие отлично от  полного графа; то есть, такого, в котором каждая пара вершин соединена ребром), если для каждой пары вершин {\displaystyle u\in U,v\in V} существует ребро {\displaystyle (u,v)\in E}. Для
{\displaystyle |U|=i,|V|=j}
такой граф обозначается символом {\displaystyle K_{i,j}}.

## Примеры
Примеры двудольных графов:
- любое дерево является двудольным графом;
- любой простой цикл, состоящий из чётного числа вершин;
- любой планарный граф, у которого каждая грань ограничена чётным количеством ребер.

Двудольные графы естественно возникают при моделировании отношений между двумя различными классами объектов. К примеру граф футболистов и клубов: ребро соединяет соответствующего игрока и клуб, если игрок играл в этом клубе.
Двудольные графы используют для описания LDPC-кодов.

## Свойства
- Граф является двудольным тогда и только тогда, когда он не содержит цикла нечётной длины.
  - В частности двудольный граф не может содержать клику размером более 2.
- Граф является двудольным тогда и только тогда, когда он 2-хроматический; то есть его хроматическое число равняется двум.
- Граф разбивается на пары разноцветных вершин тогда и только тогда, когда любые {\displaystyle k} элементов одной из долей связаны по крайней мере с {\displaystyle k} элементами другой (Теорема о свадьбах).
- Полный двудольный граф, у которого в каждой части больше 2 вершин, является непланарным.
- Любой двудольный граф является совершенным.

## Проверка двудольности

Проверка двудольности с помощью чётности расстояний

Чтобы проверить граф на двудольность, в каждой компоненте связности нужно выбрать любую вершину и помечать остальные вершины при обходе графа (например, поиском в ширину) поочерёдно как четные и нечетные (см. иллюстрацию). Если конфликты не возникают, то четные вершины образуют множество {\displaystyle U}, а нечётные — множество {\displaystyle V}.

## Применения
- Сети Петри
- Граф Леви
- Теория кодирования
  - Factor graph[англ.]
  - Граф Таннера